# Karl Nikolaus Leimbach

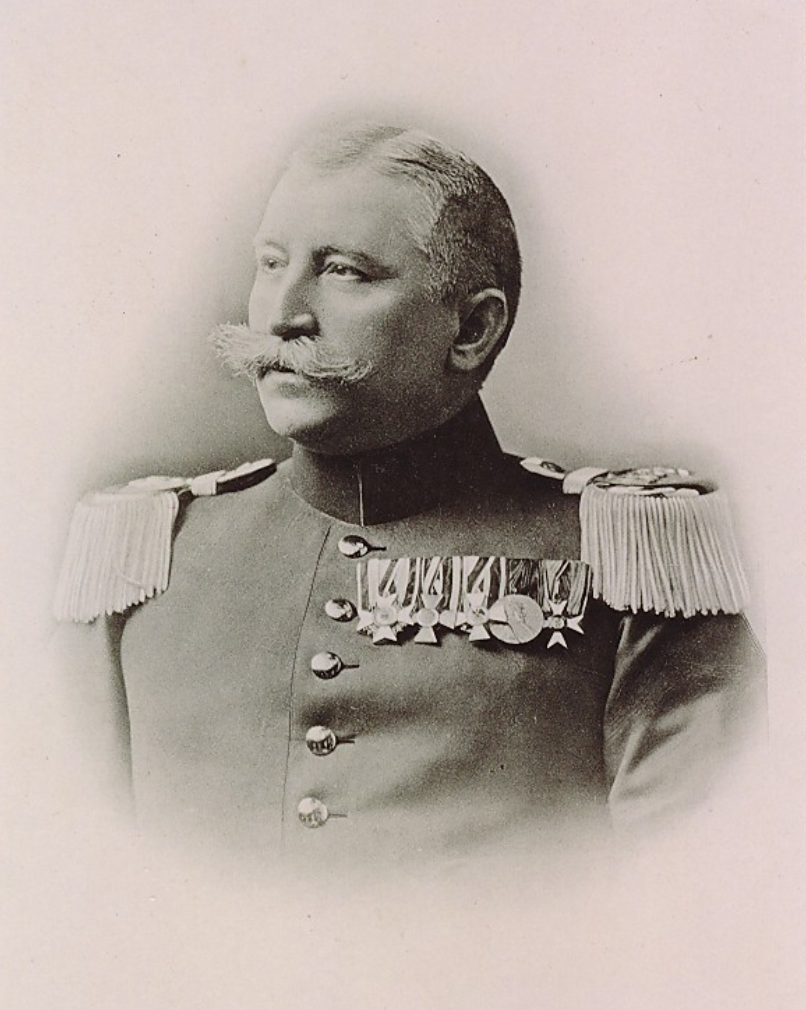
Karl Nikolaus Leimbach

Karl Nikolaus Leimbach (* 1854 in Kassel; † 30. Juni 1921 in Jößnitz) war ein sächsischer Generalmajor.

## Leben
Leimbach trat 1872 als Avantageur in das Infanterie-Regiment „Kronprinz“ (5. Königlich Sächsisches) Nr. 104 der sächsischen Armee in Chemnitz ein, wo er 1873 zum Fähnrich ernannt wurde. Am 30. Januar 1874 erfolgte seine Beförderung zum Leutnant in der 8. Kompanie des Regiments. Er wurde die nächsten Jahre unter anderem als Adjutant des III. Bataillons verwendet und am 1. April 1881 zum Oberleutnant befördert und alsbald in das neuformierte 9. Infanterie-Regiment Nr. 133 in Zwickau versetzt. Er avancierte nach mehreren Jahren am 1. April 1887 zum Hauptmann und Kompaniechef der 5. Kompanie im Regiment. 1895 wurde er zum Kompaniechef der 14. Kompanie ernannt und schon ein Jahr später, am 24. März 1896, unter Beförderung zum Major als Bataillonskommandeur des 4. Bataillons in das Infanterie-Regiment „König Wilhelm II. von Württemberg“ (6. Königlich Sächsisches) Nr. 105 versetzt. 1897 wurde er Bataillonskommandeur des III. Bataillons im Regiment und nach weiterer Beförderung zum Oberstleutnant als etatsmäßiger Stabsoffizier zum Stabe des Regiments versetzt.
Am 24. April 1903 wurde er zum Oberst befördert und zum Regimentskommandeur des 10. Infanterie-Regiment Nr. 134 ernannt, welches am 1. Oktober des Jahres nach Plauen umzog. 1906 wurde er der Landwehr überführt und zum Kommandeur des Landwehr-Bezirks I in Leipzig ernannt. Nach mehreren Jahren in dieser Eigenschaft wurde er unter Genehmigung seines Abschiedsgesuches 1911 mit dem Charakter eines Generalmajors zur Disposition gestellt. Im Ersten Weltkrieg wurde er als Kommandeur des Landwehr-Bezirks II Leipzig verwendet.
Er heiratete Charlotte Schnorr und bekam drei Söhne mit ihr; zwei Söhne fielen im Ersten Weltkrieg, der dritte Sohn kam bei den Unruhen in Chemnitz im Sommer 1919 um.